# Сімейний фільм (фільм)
«Сімейний фільм» (чеськ. Rodinny film) — чеський драматичний фільм, знятий Олмо Омерзу. Світова прем'єра стрічки відбулась 21 вересня 2015 року на Сан-Сабастьянському кінофестивалі. Фільм розповідає про подружжя, яке вирушає у відпустку, залишивши дітей вдома, щоб ті могли зрозуміти, що таке самостійне життя.

## У ролях
- Карел Роден — Ігор
- Елішка Кренкова — Христина
- Ванда Гібнерова — Ірена

## Визнання
| Нагороди та номінації фільму «Сімейний фільм» | Нагороди та номінації фільму «Сімейний фільм» | Нагороди та номінації фільму «Сімейний фільм» | Нагороди та номінації фільму «Сімейний фільм» | Нагороди та номінації фільму «Сімейний фільм» | Нагороди та номінації фільму «Сімейний фільм» |
| Рік                                           | Кінопремія / Кінофестиваль                    | Категорія / Нагорода                          | Номінант                                      | Результат                                     |                                               |
| --------------------------------------------- | --------------------------------------------- | --------------------------------------------- | --------------------------------------------- | --------------------------------------------- | --------------------------------------------- |
| 2015                                          | Лез-Аркський європейський кінофестиваль       | «Кришталева стріла» за найкращий фільм        | «Сімейний фільм»                              | Номінація                                     |                                               |
| 2015                                          | Токійський міжнародний кінофестиваль          | Гран-прі «Токійська сакура»                   | «Сімейний фільм»                              | Номінація                                     |                                               |
| 2015                                          | Токійський міжнародний кінофестиваль          | Нагорода за найкращий художній внесок         | «Сімейний фільм»                              | Перемога                                      |                                               |
| 2015                                          | Загребський кінофестиваль                     | «Золота коляска» за найкращий фільм           | «Сімейний фільм»                              | Номінація                                     |                                               |